# Dubai (emirat)
Emiratet Dubai (arabisk: إمارة دبيّ; tr. Imārat Dubayy) er et af de syv emirater som indgår i Forenede Arabiske Emirater. Dubai har 3.825.000 (2025) indbyggere og er dermed det emirat, som har flest indbyggere. Med et areal på 4.114 km2
er det efter areal det andetstørste emirat efter Abu Dhabi.
Dubais største by og hovedstad hedder også Dubai. Emiratet styres enevældigt af sin emir som er sheik Mohammed bin Rashid Al Maktoum.
Dubai grænser mod syd og vest til Abu Dhabi og mod øst og nord til Sharjah. Det har kyst mod nordvest til Den Persiske Bugt. Dubai omfatter også den indlandske eksklave Hatta øst for resten af emiratet. Hatta grænser til Oman mod øst og syd, samt mod Ajmans eksklave Masfut mod vest og Ras al-Khaimah mod nord.

## Historie
Ved udmundingen af havarmen Khor Dubai i Den Persiske Golf havde der længe eksisteret en lille bosættelse af perlefiskere og fiskere.
Det nuværende emirat Dubais oprindelse kan føres tilbage til fremvæksten af et vigtigt stammeforbund, Bani Yas, i slutningen af 1700-tallet, som bestod af stammer i området fra det sydøstlige Qatar til nuværende emirat Abu Dhabis område, og som også overtog kontrollen med det nuværende emirat Dubais område. I 1833 rev Dubai sig løs fra emiratet Abu Dhabi med støtte fra Sharjah, og blev et selvstændigt emirat under ledelse af al-Maktoum-familien.
Siden begyndelsen af det 19. århundrede var golfområdet vigtigt for Storbritanniens forsvar af sine interesser i Indien. I 1853 indgik Dubai en traktat med Storbritannien, der overlod udenrigs- og forsvarspolitikken til briterne, og Dubai blev dermed en af Traktatstaterne (engelsk: The Trucial States). I 1892 indgik briterne en traktat med lokale sheiker om at beskytte deres områder mod udenlandsk aggression. Denne traktat er en væsentlig årsag til, at Storbritannien kunne bevare sin indflydelse i området frem til 1971. Sheik Saeed bin al-Maktoum, som var emir fra 1912 til 1958, blev efterfulgt af sønnen Rashid bin Saeed al-Maktoum. Indtil oliepengene begyndte at komme i 1960'erne, betalte Storbritannien størsteparten af gildet, og hjalp eksempelvis med opbygning af lokale politistyrker efter engelsk model.
I løbet af 1900-tallet udviklede havnen i Dubai sig til et vigtigt handelscenter i Golfregionen. Selvom perlefiskeriet også kollapsede i Dubai i 1930, var de økonomiske konsekvenser ikke så ødelæggende som for naboemiraterne ved Den Persiske Golf på grund af indtægterne fra søhandel. Med de første oliefund begyndte olieindustrien at udvikle sig i 1966.
Den 30. november 1971 trak Storbritannien sig tilbage fra golfen, og bare to dage senere blev De Forenede Arabiske Emirater erklæret for en selvstændig statsdannelse. Dubai blev dermed et af emiraterne i de Forenede Arabiske Emirater den 2. december 1971. Den af skeptikerne forudsagte politiske uro og ustabilitet efter tilbagetrækningen udeblev, og FAE fik snart en fremtrædende position i arabisk international politik.